# Naturpark Obersauer
Der Naturpark Obersauer ist ein Naturpark im Nordwesten von Luxemburg. 1999 wurde er als erster Naturpark in Luxemburg gegründet.

## Lage
Der Naturpark Obersauer liegt im Nordwesten von Luxemburg an der Grenze zu Belgien und umfasst mit einer Fläche von 162 km² und rund 5.500 Einwohnern das Gebiet der vier Gemeinden Winseler, Bauschleiden, Stauseegemeinde und Esch-Sauer rund um den Obersauer-Stausee. Der Naturpark Obersauer ist Mitglied des Netzwerks der Naturparke in der Großregion und grenzt direkt an ein weiteres Mitglied des Netzwerks, den belgischen Parc Naturel de la Haute-Sûre Forêt d'Anlier.

## Geschichte
Die Idee zur Gründung eines Naturparks in der Region rund um den Stausee reicht bis in das Jahr 1989 zurück. Am 27. September 1993 wurde durch den Vorstand des Syndikats SYCOPAN (Syndicat Intercommunal pour l‘Aménagement et la Gestion du Parc Naturel Haute-Sûre) der gesetzliche Weg zur Schaffung eines Naturparks Obersauer eingeleitet. Seit August 1993 existiert in Luxemburg ein Naturparkgesetz („loi du 10 août 1993 relative aux parcs naturels“). Am 6. April 1999 wurde mit großherzoglichem Reglement die Gründung des Naturparks sowie eines Syndikates zu dessen Verwaltung zunächst für eine Dauer von 10 Jahren beschlossen. Der Vorstand des Naturparks besteht aus einer partnerschaftlichen Zusammenarbeit zwischen den regionalen Gemeinden und verschiedener Ministerien. Der Naturpark Obersauer ist damit der ältere der beiden Naturparks Luxemburgs. Die Mitgliedsgemeinden Bauschleiden, Ell, Esch-Sauer, Heiderscheid, Stauseegemeinde, Neunhausen und Winseler wurden von Anfang an bei der Ausarbeitung der Konzepte miteingebunden. Gemeindefusionen im Jahr 2011 haben die Mitgliedsgemeinden auf aktuell vier verringert: Bauschleiden, Esch-Sauer, Stauseegemeinde und Winseler. Im Jahre 2009 wurde die Laufdauer des Naturparks um weitere 10 Jahre verlängert.

## Landschaft und Ökologie
Landschaftlich ist der Naturpark durch den 3,8 km² großen Obersauer-Stausee geprägt, der zirka 70 % der gesamten Bevölkerung Luxemburgs mit Trinkwasser versorgt. Die Uferlänge dieses in den 1950er Jahren angelegten künstlichen Sees beträgt 42 km und ist in verschiedene Schutzzonen unterteilt. Mit einem Solarboot lassen sich die Flora und Fauna dieses Biotops auf einer naturkundlichen Fahrt erkunden. Tief eingeschnittene Täler, feuchte Wiesen, bewaldete Steilhänge und landwirtschaftlich genutzte Hochplateaus sind Eigenschaften der urwüchsigen Mittelgebirgslandschaft der Naturparkgemeinden. Als Rückzugsgebiet für seltene und gefährdete Tiere und Pflanzen hat der Naturpark Obersauer eine große Bedeutung. Mehrere Artenschutzprojekte widmen sich zum Beispiel dem seltenen Steinkauz, dem Haselhuhn oder der Schlingnatter.

## Tourismus

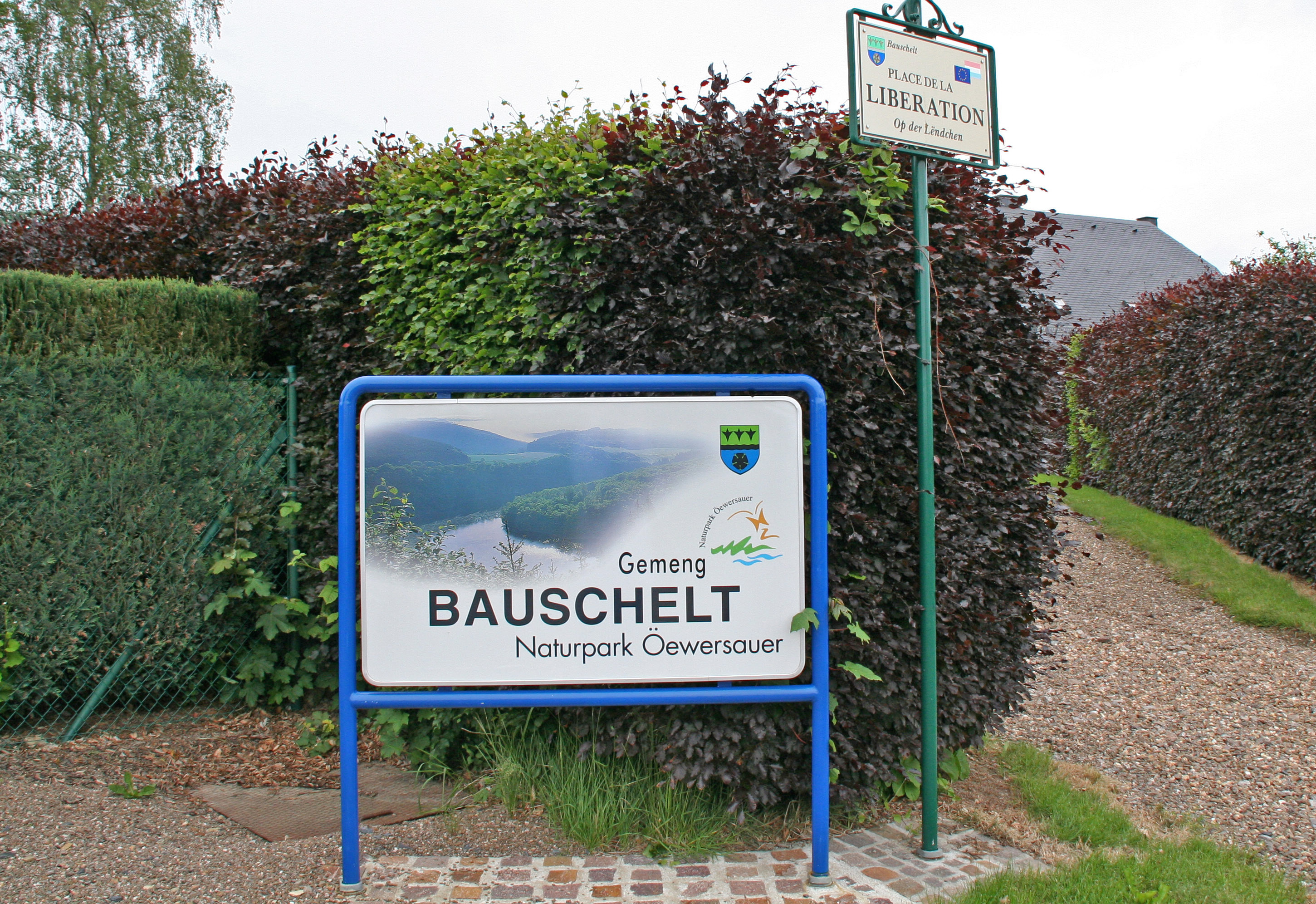
Naturparkschild in der Gemeinde Bauschleiden

Der Naturpark ist ein beliebtes Wandergebiet. Das gesamte Wegwandernetz erstreckt sich über ungefähr 700 Kilometer. Auf zahlreichen Themen- und Rundwegen kann man das gesamte Gebiet des Naturpark Obersauer erkunden. Von Bedeutung für den Fremdenverkehr sind neben dem Stausee und den zahlreichen Möglichkeiten der dortigen Freizeitgestaltung wie Schwimmen, Bootfahren, Angeln und Tauchen auch die Museen und Entdeckungszentren. In der ehemaligen Tuchfabrik in Esch-Sauer ist neben einem Museum zu diesem Thema heute auch das Naturparkzentrum eingerichtet. Das Waldentdeckungszentrum „Burfelt“ der Natur- und Forstverwaltung  weckt das Interesse an Wald und Natur. In Heiderscheid in der Gemeinde Esch-Sauer ist eine Kerzenfabrik zu besichtigen und ein Hochseilgarten zu erklettern. Die Ruine von Esch-Sauer thront majestätisch über der Ortschaft.

## Projekte
Der Naturpark positioniert sich als Wasserregion Luxemburgs und bildet mit seinen Projekten und Veranstaltungen eine Brücke zwischen Kultur, Tourismus und der Region als Wirtschafts- und Lebensraum. Es wurden zahlreiche Wanderwege erschlossen und für den Besucher mit Kartenmaterial und anderweitiger Besucherlenkung aufbereitet. Im Bereich Koordination und Vernetzung bemüht sich der Naturpark um eine nachhaltige Entwicklung der Region Obersauer. Eine Sensibilisierung für die Natur und deren Schutz und Inwertsetzung ist das Ziel der erlebnisorientierten Umweltbildung. Dem wichtigen Aspekt der Landwirtschaft wird mit einer Landwirtschaftsberatung Rechnung getragen, die die Betriebe der Mitgliedsgemeinden in ihrer Arbeit unterstützt. Mit der Herstellung vielfältiger Produkte aus der Stausee-Region („vum Séi“) wie beispielsweise Tee, Kräuter, Kosmetikprodukte oder Fleisch engagieren sich die landwirtschaftlichen Produzenten  in der Vermarktung von regionalen Besonderheiten. Mit dem zweiten Naturpark in Luxemburg, dem Naturpark Our im Nordosten des Landes, werden zahlreiche gemeinsame Projekte verwirklicht, wie zum Beispiel der alljährliche Naturpark-Kalender oder ein Digitaler Naturparkführer. Außerdem spielt die grenzüberschreitende europäische Zusammenarbeit wie beispielsweise im Netzwerk der Naturparke in der Großregion eine große Rolle.